# Aldo Franchini
Aldo Franchini (Pozzolo Formigaro, 3 dicembre 1910 – Genova, 3 aprile 1987) è stato un medico legale italiano.

## Biografia
Figlio di Giuseppe Franchini e Irene Palenzona, la famiglia si trasferì presto dalla provincia di Alessandria a Genova; laureatosi con lode in medicina e chirurgia il 3 dicembre 1935 all'Università degli Studi di Genova, nel febbraio del 1937 Franchini fu nominato assistente all'Istituto di medicina legale dell'ateneo genovese, dove fu allievo di Amedeo Dalla Volta prima e Domenico Macaggi poi, dedicandosi all'approfondimento delle conoscenze nel campo delle malattie mentali.
Nel 1950 fu designato professore ordinario di medicina legale all'Università degli Studi di Bari Aldo Moro e nel 1953 si trasferì all'Università degli Studi di Padova. Qui si fermò fino al 1961, quando fu chiamato a coprire la cattedra di Macaggi nella Facoltà medica dell'Università di Genova, dove ottenne la direzione dell'Istituto di medicina legale ininterrottamente dal 1961 al 1981. Fu preside di Facoltà dal 1972 al 1978 e diresse la scuola di specializzazione in medicina legale e delle assicurazioni fino al 1986.
Si segnalò per l'uso del test di Rorschach nella perizia psichiatrica sui minori e per l'incarico di accertare la capacità di intendere e di volere di Giorgio William Vizzardelli.

## Opere
- Aldo Franchini, Rilievi pratici medico-legali raccolti durante tre anni di servizio militare, con particolare riguardo alla simulazione ed all'autoprovocazione di infermità, Genova, 1945.